# Шангас
Шангас — посёлок в Пинежском районе Архангельской области. Входит в состав Междуреченского сельского поселения.

## География
Посёлок расположен в восточной части области на расстоянии примерно в 30 километрах по прямой к северо-востоку от районного центра села Карпогоры.
Часовой пояс
Посёлок Шангас как и вся Архангельская область, находится в часовой зоне МСК (московское время). Смещение применяемого времени относительно UTC составляет +3:00.

## Население
| 2002 | 2010 | 2012 |
| ---- | ---- | ---- |
| 134  | ↗240 | ↘74  |

Национальный состав
Согласно результатам переписи 2002 года, в национальной структуре населения русские составляли 90% из 423 чел..